# Amstelveen

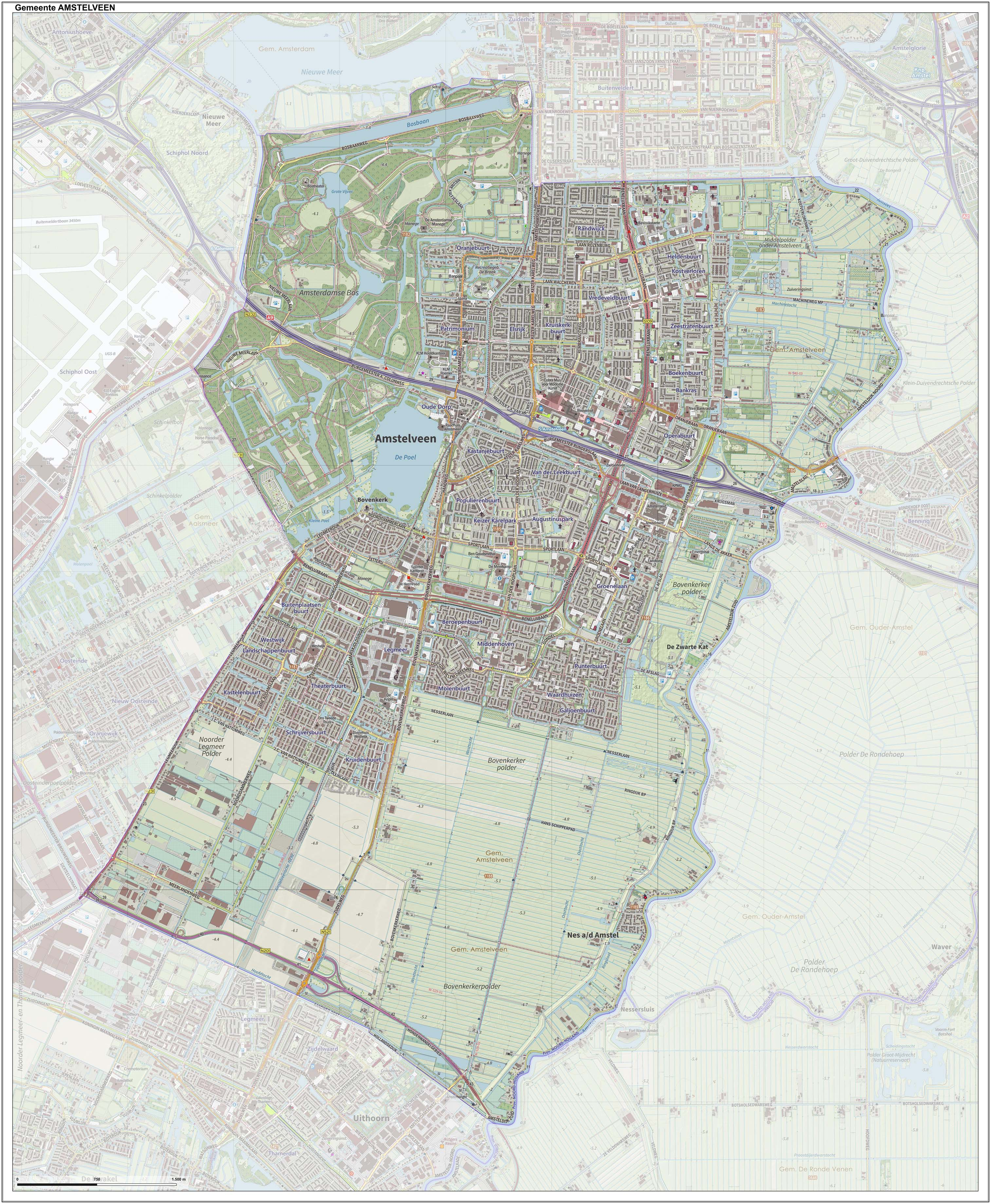
Kaart van de gemeente Amstelveen (2022)

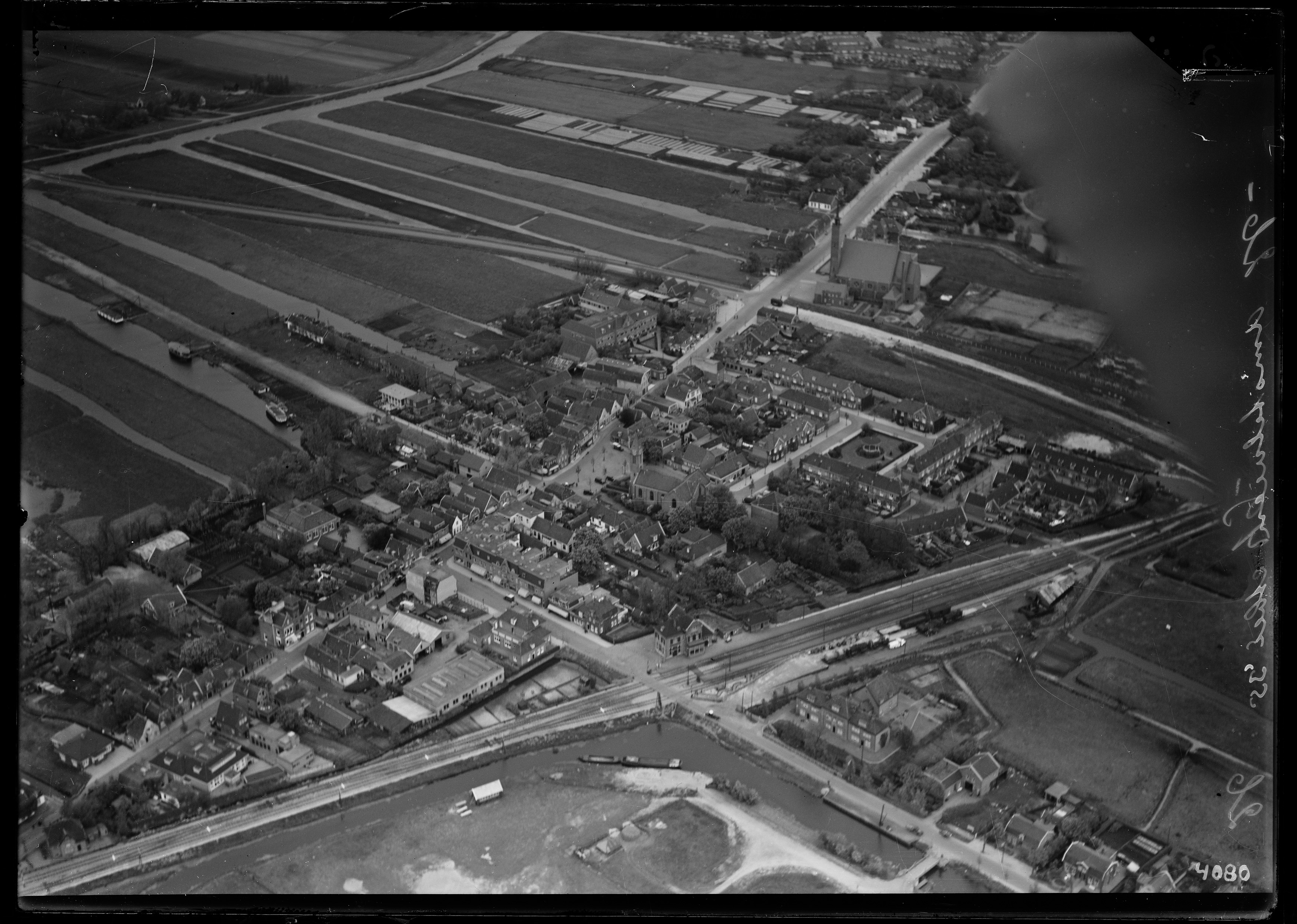
Luchtfoto van het oude dorp Amstelveen; jaren dertig.

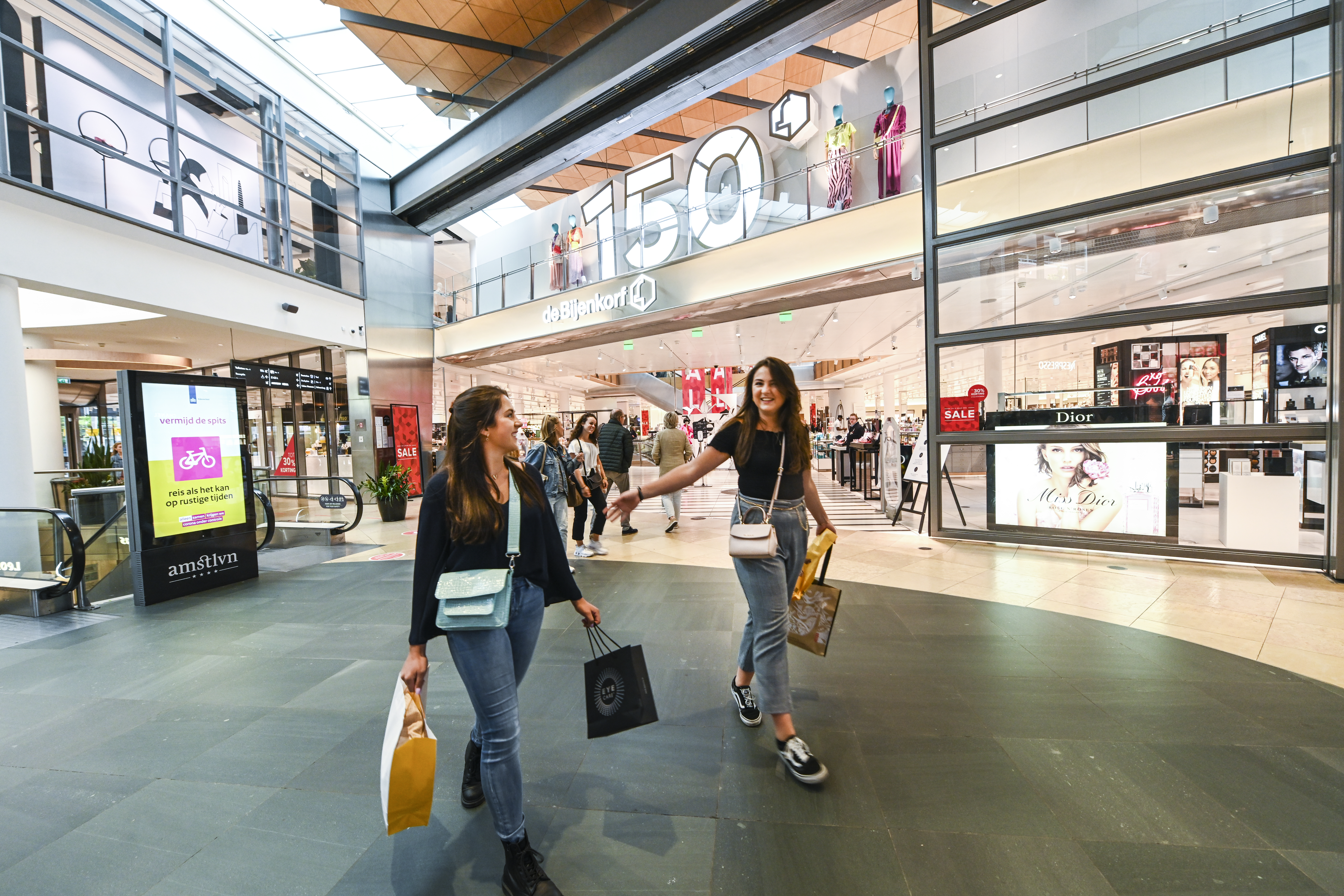
Amstelveen Stadshart

Amstelveen (uitspraakⓘ) is een gemeente in de Nederlandse provincie Noord-Holland. Het is een voorstad van de stad Amsterdam; de bebouwde kom grenst in het noorden aan Amsterdam en ligt niet ver van Schiphol. De gemeente telt 95.014 inwoners en heeft een totale oppervlakte van 44,08 km², waarvan 41,13 km² land en 2,95 km² water (22 november 2024, Bron: CBS).

## Geschiedenis
Tot 1964 heette de gemeente Nieuwer-Amstel. Het Amstelland werd in de 13e eeuw opgedeeld in Ouder-Amstel (ten oosten van de Amstel) en Nieuwer-Amstel (merendeels ten westen van de rivier). In dit laatste gebied ontstond Amstelveen als een dorp in het turfwinningsgebied ten westen van de rivier. In de 17e en 18e eeuw trokken welgestelde Amsterdammers naar het gebied, op zoek naar rust en ruimte. De grens tussen Nieuwer-Amstel en Amsterdam liep toen dwars door het huidige Amsterdam-Zuid, ten zuiden van de Singelgracht, onder andere ter hoogte van de huidige Van Baerlestraat en Ceintuurbaan. Aan de Amsteldijk bij de Amsterdamse Tolstraat staat nog het voormalige Raadhuis van Nieuwer-Amstel, gebouwd in 1890. Na annexatie van het noordelijke deel van de gemeente werd hier het Amsterdamse Gemeentearchief gehuisvest. In 1896 werd een nieuw gemeentehuis gebouwd aan de Dorpsstraat in het oude dorp.
In 1896 en 1921 annexeerde Amsterdam het noordelijke (en dichtstbevolkte) deel van de gemeente; Nieuwer-Amstel werd gereduceerd tot het nog kleine oude dorp van Amstelveen en een groot landelijk gebied met enkele kleine dorpen. De gemeentegrens kwam te liggen bij de Kalfjeslaan. Haar aantrekkingskracht voor welgestelde Amsterdammers bleef echter bestaan; dit is zichtbaar in de met name vanaf 1930 aangelegde aantrekkelijke woonwijken in het noordwesten van de gemeente. Met name aan deze wijken ontleent Amstelveen nog altijd een reputatie als woonplaats voor welgestelden.
In 1915 werd Amstelveen op het spoorwegnet van de Haarlemmermeerspoorlijnen aangesloten en kreeg een station Amstelveen in het oude dorp en enkele kleinere halteplaatsen. Er waren spoorlijnen in drie richtingen: Aalsmeer, Amsterdam en Uithoorn. Het stationsgebouw uit 1915 is nog aanwezig en in gebruik als winkel. Het personenverkeer werd hier gestaakt in 1950. De laatste goederentreinen van en naar Uithoorn reden in 1972. Tot 1981 vond nog vervoer van en naar de Schiphollijn plaats. Vanaf 1983 is de oude spoorlijn in gebruik genomen door de Electrische Museumtramlijn Amsterdam.
Na de Tweede Wereldoorlog werd Nieuwer-Amstel een overloopgemeente voor Amsterdam en werd ook vestigingsplaats voor mensen die op Schiphol werkten. Uitbreidingswijken werden in snel tempo uit de grond gestampt; in de jaren zestig was Amstelveen enige tijd de snelst groeiende stad van Nederland. Vanaf 1964 werd de naam van het inmiddels tot voorstad uitgegroeide dorp aan de gehele gemeente gegeven.
Het netnummer 02970 werd op 15 september 1952 gewijzigd in 02964 en op 1 december 1969 in het verkorte netnummer 020 gelijk aan Amsterdam.
Tussen 1995 en 2021 steeg het inwonertal met 22% naar bijna 91.000. De wijk Westwijk in het zuidwesten van Amstelveen is inmiddels voltooid. Ten zuiden van Westwijk is nieuwbouwwijk De Scheg gepland met ongeveer 1350 woningen. Om in de behoeften van de gegroeide bevolking te voorzien, werd het Stadshart Amstelveen gecreëerd. Hier bevinden zich een winkelcentrum, de centrale bibliotheek, culturele voorzieningen, horeca en kantoren.

## Overige kernen
- Nes aan de Amstel, een dorp aan de Amstel tussen Ouderkerk aan de Amstel en Uithoorn.
- Klein gedeelte van het dorp Ouderkerk aan de Amstel, te weten de buurt aan de westkant van de Amstel (Amstelzijde).
- De Zwarte Kat, een buurtschap tussen Ouderkerk aan de Amstel en Nes aan de Amstel.

Bovenkerk is een voormalig dorp en nu een wijk van de kern Amstelveen. De gemeente heeft beslist dat het hele grondgebied één woonplaats, genaamd Amstelveen, is. Dat betekent dat voor alle (voormalige) kernen in het adres de plaatsnaam Amstelveen, en dus niet Bovenkerk of Nes, wordt gebruikt.

## Bevolking
In november 2008 schreef de gemeente de 80.000-ste inwoner in. Volgens de bevolkingsprognose (2008-2038) groeit Amstelveen de komende jaren met enkele honderden per jaar. In december 2017 kwam de 90.000-ste inwoner.
Amstelveen is een relatief vergrijsde gemeente. 19% van de bevolking is ouder dan 65 jaar, terwijl het landelijk gemiddelde 20,5% is. Het aantal ouderen zal komende jaren blijven toenemen, maar minder snel dan het landelijk gemiddelde. Het aantal Amstelveense jongeren was op 1 januari 2021 lager dan landelijk: 28% versus 30%. Komende jaren zal het aantal jongeren naar verwachting stijgen.
In Amstelveen wonen ongeveer 1.600 Japanners. Sinds de jaren 80 hebben Japanse bedrijven als Yamaha, Canon en Yakult zich in Amstelveen gevestigd. In Stadshart Amstelveen zijn diverse Japanse restaurants, winkels en een Izakaya. In Amstelveen vindt elk jaar het Japan Festival plaats op het Stadsplein.
Op 1 januari 2024 had Amstelveen 95.007 inwoners. Hiervan had 53% (ongeveer 50.313 personen) een migratieachtergrond. De vijf grootste herkomstlanden waren India (6,8%), Indonesië (3,7%), Suriname (3,2%), en Turkije (2,5%).

## Werk
Amstelveen is een voorstad van Amsterdam en geldt voornamelijk als slaapstad voor werknemers die in Amsterdam en op Schiphol werken. In de loop der jaren hebben zich echter kantoren van meerdere (internationale) ondernemingen in de stad gevestigd, waaronder de hoofdkantoren van de KLM, Zwitserleven en KPMG. Hierdoor telt de gemeente zelf ook veel arbeidsplaatsen. Amstelveen probeert de kantorenmarkt verder te ontwikkelen maar stuit hierbij op hevige concurrentie uit de regio.
Het aantal niet-werkende werkzoekenden was volgens de economische monitor eind 2012 toegenomen richting de tweeduizend en leek in de eerste helft van 2013 redelijk stabiel rond dat aantal. Het aantal vacatures bij het UWV was in 2012 afgenomen. Het aantal WWB-uitkeringen was in 2012 iets toegenomen. Met name het aantal WW-uitkeringen nam verder toe.
Het aantal bedrijfsvestigingen in Amstelveen neemt nog steeds toe (met name door zzp'ers) en ook het aantal werkzame personen nam, na een lichte daling in 2011, in 2012 weer toe.

## Verkeer en vervoer
De A9, die van oost naar west door de gemeente loopt, biedt automobilisten toegang tot Amstelveen via de aansluitingen 4 (Ouderkerk aan de Amstel/Amstelveen) en 5 (Amstelveen-Stadshart). In de jaren 1960 werd begonnen met de aanleg van de toenmalige Rijksweg 6 dwars door het Oude Dorp. Inmiddels liggen diverse wijken van de gemeente, waaronder het Stadshart, langs de huidige autosnelweg A9. Wegens de uitvoering van het Project Schiphol-Amsterdam-Almere zijn in 2021 werkzaamheden gestart om de A9 te verbreden over een lengte van 1600 meter en deels te overkluizen. Ook worden diverse bruggen en viaducten over respectievelijk onder de A9 gesloopt en vervangen.
Tevens is de A10, alhoewel deze buiten de gemeente ligt, een belangrijke verkeersader voor het noordelijke deel van de gemeente. De belangrijkste noord-zuid-as is de Beneluxbaan.
De gemeente heeft sinds 1950 geen bediend eigen spoorwegstation meer, maar is wel bereikbaar vanaf de stations Amsterdam Zuid, Amsterdam RAI, Amsterdam Bijlmer ArenA en Schiphol met diverse tram- en busverbindingen. Amstelveen is de grootste Nederlandse plaats zonder spoorwegstation (de grootste Nederlandse gemeente zonder spoorwegstation, voorheen eveneens Amstelveen, werd in 2004 de nieuwe gemeente Westland).
De stad is sinds 30 november 1990 verbonden met het centrum van Amsterdam met tramlijn 5 en tot 2 maart 2019 met metro/sneltramlijn 51. Sinds 13 december 2020 rijdt de Amsteltram (tramlijn 25) tussen Station Amsterdam Zuid en Amstelveen Westwijk sinds 2024 Uithoorn. De rood/grijze bussen van het R-net (van 2002 tot 2011 Zuidtangent) verbinden Amstelveen met Aalsmeer, Amsterdam, Haarlem en Kudelstaart.  Daarnaast zijn er nog een aantal andere busverbindingen die ook geëxploiteerd worden door Connexxion. Bijna alle lijnen komen samen in en bij het Busstation Amstelveen in het Stadshart bij de Keizer Karelweg.
Van begin april tot eind september vaart de fiets- en voetgangerspont De Fuut ter hoogte van de Nesserlaan tussen Amstelveen en polder De Ronde Hoep.
Amstelveen ligt op enkele kilometers afstand van Schiphol.

## Bestuur
Het Raadhuis Amstelveen bevindt zich sinds 30 mei 1980 aan de Laan van Nieuwer Amstel 1.

### Samenstelling gemeenteraad
Hieronder de behaalde zetels per partij bij de gemeenteraadsverkiezingen sinds 1982:
| Gemeenteraadszetels             | Gemeenteraadszetels | Gemeenteraadszetels | Gemeenteraadszetels | Gemeenteraadszetels | Gemeenteraadszetels | Gemeenteraadszetels | Gemeenteraadszetels | Gemeenteraadszetels | Gemeenteraadszetels | Gemeenteraadszetels | Gemeenteraadszetels |
| Partij                          | 1982                | 1986                | 1990                | 1994                | 1998                | 2002                | 2006                | 2010                | 2014                | 2018                | 2022                |
| ------------------------------- | ------------------- | ------------------- | ------------------- | ------------------- | ------------------- | ------------------- | ------------------- | ------------------- | ------------------- | ------------------- | ------------------- |
| VVD                             | 14                  | 12                  | 11                  | 10                  | 12                  | 10                  | 9                   | 9                   | 9                   | 10                  | 8                   |
| D66                             | 2                   | 3                   | 6                   | 6                   | 3                   | 3                   | 2                   | 6                   | 8                   | 7                   | 7                   |
| Burgerbelangen Amstelveen       | -                   | -                   | -                   | 5                   | 3                   | 6                   | 5                   | 4                   | 4                   | 4                   | 5                   |
| GroenLinks                      | -                   | -                   | 3                   | 3                   | 5                   | 5                   | 5                   | 5                   | 4                   | 5                   | 4                   |
| PvdA                            | 6                   | 8                   | 6                   | 4                   | 6                   | 5                   | 8                   | 5                   | 3                   | 3                   | 3                   |
| SP                              | -                   | -                   | -                   | -                   | -                   | -                   | -                   | 2                   | 3                   | 2                   | 2                   |
| Actief voor Amstelveen          | -                   | -                   | -                   | -                   | -                   | -                   | -                   | -                   | -                   | 2                   | 2                   |
| Goed voor Amstelveen            | -                   | -                   | -                   | -                   | -                   | -                   | -                   | -                   | -                   | -                   | 2                   |
| CDA                             | 9                   | 9                   | 9                   | 6                   | 5                   | 6                   | 4                   | 4                   | 3                   | 2                   | 1                   |
| ChristenUnie                    | -                   | -                   | -                   | -                   | -                   | -                   | 1                   | 1                   | 1                   | 1                   | 1                   |
| 50PLUS                          | -                   | -                   | -                   | -                   | -                   | -                   | -                   | -                   | -                   | -                   | 1                   |
| Belang van Nederland            | -                   | -                   | -                   | -                   | -                   | -                   | -                   | -                   | -                   | -                   | 1                   |
| Ouderen Combinatie Amstelveen   | -                   | -                   | -                   | -                   | -                   | -                   | 1                   | 1                   | 2                   | 1                   | -                   |
| AOV/Unie 55+                    | -                   | -                   | -                   | -                   | 1                   | -                   | -                   | -                   | -                   | -                   | -                   |
| CD                              | -                   | -                   | -                   | 1                   | -                   | -                   | -                   | -                   | -                   | -                   | -                   |
| Progressief Platform Amstelveen | -                   | 1                   | -                   | -                   | -                   | -                   | -                   | -                   | -                   | -                   | -                   |
| PSP                             | 1                   | -                   | -                   | -                   | -                   | -                   | -                   | -                   | -                   | -                   | -                   |
| PPR                             | 1                   | -                   | -                   | -                   | -                   | -                   | -                   | -                   | -                   | -                   | -                   |
| Totaal                          | 33                  | 33                  | 35                  | 35                  | 35                  | 35                  | 35                  | 37                  | 37                  | 37                  | 37                  |

### College van B&W 2022-2026
Het college van burgemeester en wethouders van Amstelveen bestaat sinds juni 2022 uit wethouders van VVD, D66 en PvdA. De burgemeester en wethouders zijn:
- Tjapko Poppens (VVD) – Burgemeester sinds 28 mei 2019, portefeuilles Openbare Orde en Veiligheid, Burgerzaken, Horeca- en Evenementenvergunningen, Handhaving (woon-, adres- en identiteitsfraude), Algemeen Bestuur, Zorgvlied, Regionale Samenwerking en Internationale Betrekkingen.
- Floor Gordon (D66) – Wethouder Ruimtelijke Ordening, Stadshart, Duurzaamheid, Groen en water, Gezonde leefomgeving (milieu), Spelrecreatie, Natuur- en Milieueducatie, Participatie
- Frank Berkhout (D66) – Wethouder Onderwijs, Jeugd, Jeugdzorg, Cultuureducatie, Openbare Ruimte, Dierenwelzijn, Gemeentelijke organisatie (ICT, Wet open overheid, inkoop, dienstverlening), Vastgoed
- Herbert Raat (VVD) – Wethouder Mobiliteit (verkeer, vervoer, parkeren), Kunst, Cultuur en Media, Vergunningen en Handhaving, Welstand en Monumenten, Sport, Oude Dorp en Recreatie
- Marijn van Ballegooijen (PvdA) – Wethouder Zorg, Welzijn en Wet maatschappelijke ondersteuning, Werk en inkomen, Gezondheid en Diversiteit
- Adam Elzakalai (VVD) – Wethouder Financiën, Wonen, Economische zaken, Project A9 en Schiphol[9]

## Vervoerregio Amsterdam
Amstelveen maakte van 2006 tot en met 2016 deel uit van de Stadsregio Amsterdam (tot en met 2014 was dit een plusregio). Sinds 1 januari 2017 is dit verband verder gegaan als de Vervoerregio Amsterdam (VRA).
De VRA is een bestuurlijk samenwerkingsverband van veertien gemeenten in de regio Amsterdam en heeft een aantal (wettelijke) regionale verkeer- en vervoertaken, waaronder het opdrachtgeverschap van het openbaar vervoer in de concessies Amstelland-Meerlanden (inclusief Schiphol), Zaanstreek-Waterland en Amsterdam. Daarnaast is de Vervoerregio verantwoordelijk voor het realiseren en verbeteren van de infrastructuur voor auto, OV en fiets.
De regioraad van de vervoerregio is het belangrijkste bestuursorgaan van de Vervoerregio Amsterdam. De raad telt vijftig leden die (naar inwoneraantal) zijn afgevaardigd door de veertien gemeentebesturen. Amstelveen wordt door vijf raadsleden vertegenwoordigd.
De vertegenwoordiging van Amstelveen bestaat uit de volgende afgevaardigden: 
| Naam                       | Functie  | Partij               |
| -------------------------- | -------- | -------------------- |
| Dave Offenbach             | Raadslid | BBA                  |
| Arnout van den Bosch       | Raadslid | PvdA                 |
| Youssef Ben Idder          | Raadslid | D66                  |
| Menno van Leeuwen          | Raadslid | VVD                  |
| Nachshon Rodrigues Pereira | Raadslid | Goed voor Amstelveen |

## Groengebieden en parken

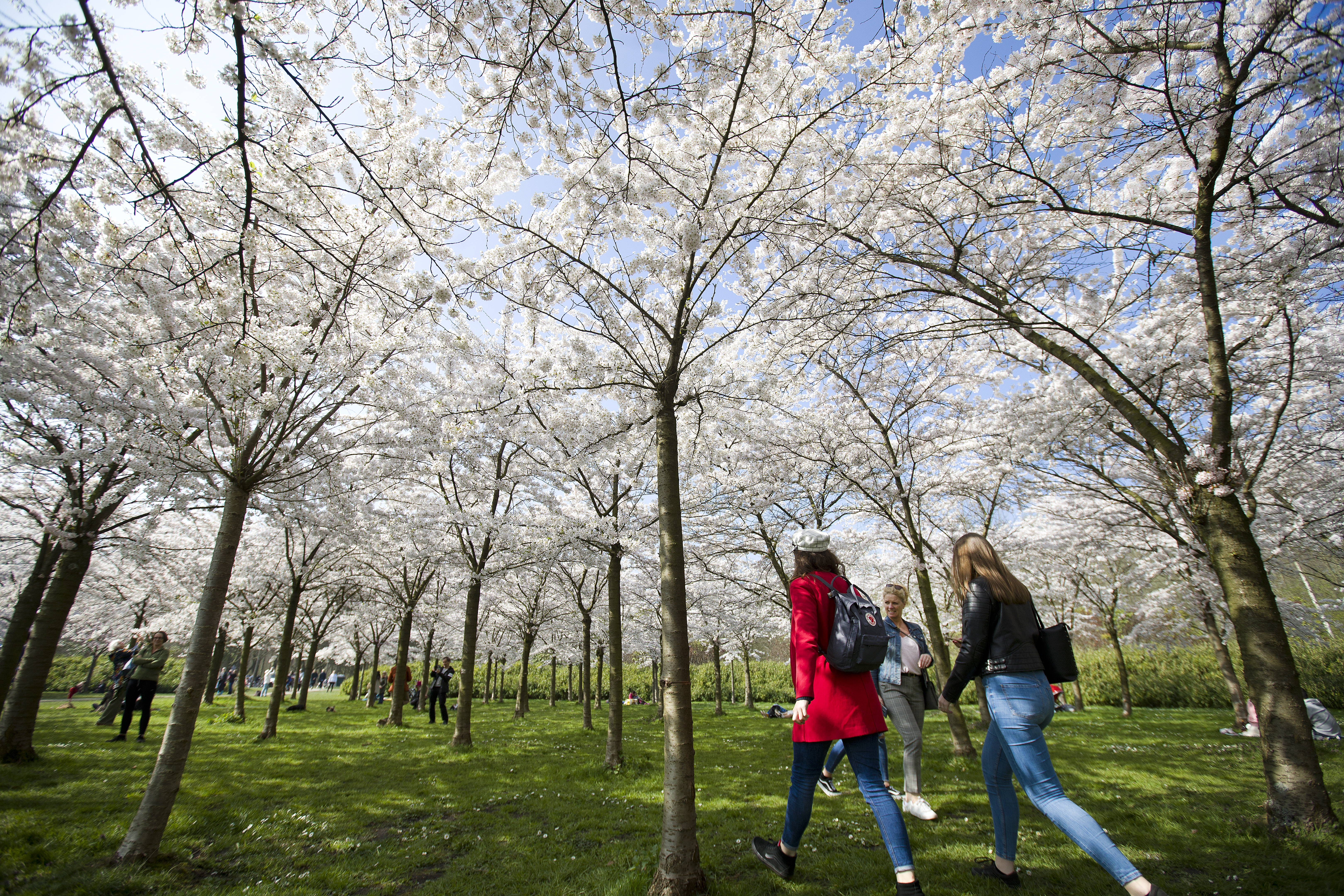
Bloesempark in het Amsterdamse Bos

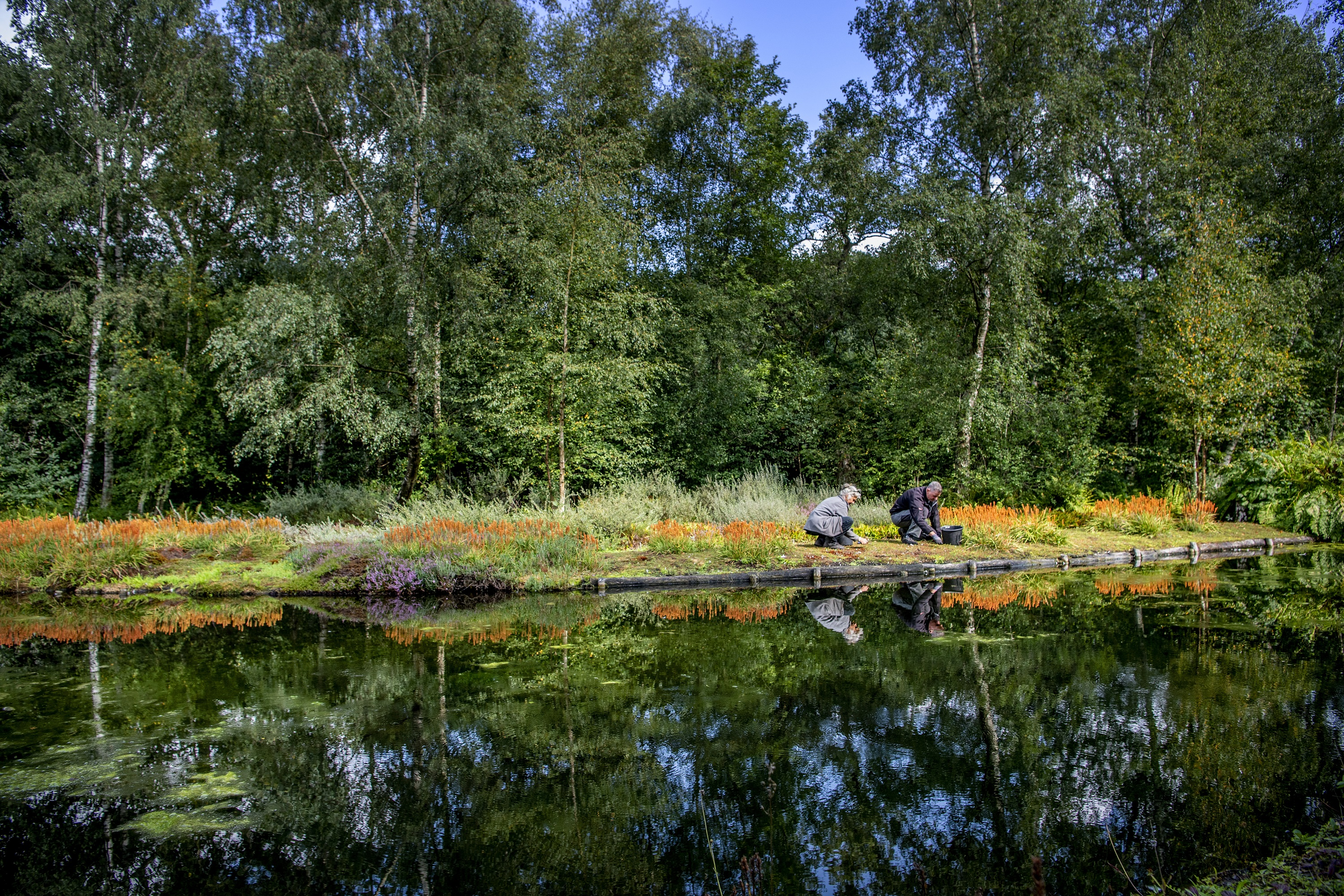
Heempark Amstelveen

Amstelveen is een zeer groene gemeente en kent naast het Amsterdamse Bos (met het Bloesempark), dat grotendeels in Amstelveen ligt, en Groengebied Amstelland, ook een aantal bijzondere (heem)parken.
- Broersepark
- De Braak
- Jac. P. Thijssepark
- Koos Landwehrpark

Het Dr. Jac. P.Thijssepark en De Braak zijn een ontwerp van Chris Broerse. Als directeur van de plantsoenendienst vatte hij vlak voor de Tweede Wereldoorlog het plan op om de oude veenplas de Braak tot park te ontwikkelen. Broerse was een groot liefhebber van de Nederlandse flora. Samen met Koos Landwehr, de beheerder van de heemkwekerij, ontwikkelde hij het plan om uitsluitend planten uit de Nederlandse flora te gebruiken. Omdat er nog geen Nederlandse naam voor dit soort parken bestond, bedacht Broerse de term ‘heempark’.
Een paar jaar na de Braak ontwierpen Broerse en Landwehr ook het Dr. Jac. P.Thijssepark. Ze imiteerden de natuur niet, maar creëerden nieuwe landschappen met een schilderachtig karakter. Het Dr. Jac. P. Thijssepark bestaat uit verschillende ‘tuinkamers’ met ieder een eigen sfeer. De Braak heeft een veel opener karakter met weidse uitzichten. Beide parken kregen in 2011 de status van rijksmonument.
In 2014 werd Amstelveen uitgeroepen tot groenste stad van Europa.
In 2021 is het groengebied de Amstelscheg benoemd tot meest bijzondere landschap van provincie Noord-Holland. De Amstelscheg is een groene bufferzone gelegen ten zuiden van Amsterdam-Zuid, ten oosten van Amstelveen en ten westen van Amsterdam-Zuidoost.

## Cultuur
Het eerste museum binnen de gemeente dat zich richt op moderne en hedendaagse kunst is het Museum Jan, met een bijzondere collectie glaskunst, dat zich bevindt aan de Dorpsstraat in het oude dorp van Amstelveen. Nabij het winkelcentrum Stadshart Amstelveen is het Cobra Museum gevestigd. Dit museum presenteert nationale en internationale tentoonstellingen van 20ste-eeuwse en hedendaagse kunst. In de binnentuin van het museum is een Japanse kiezeltuin ingericht door Tajiri. Verder is er de openbare bibliotheek aan het Stadsplein.
Ook voert de Electrische Museumtramlijn Amsterdam zijn tramdienst in deze gemeente uit op zondagen tussen Pasen en eind oktober.
Behalve musea zijn er andere culturele instellingen te vinden, de meeste hiervan zijn gesitueerd aan de "cultuurstrip" van het Stadshart, zoals Schouwburg Amstelveen en popzaal P60. Buiten het Stadshart zijn er verder ook nog kleinere culturele instellingen te vinden zoals het Amstelveens Poppentheater, het KunstLokal van de SAKB en het Openluchttheater Elsrijk.

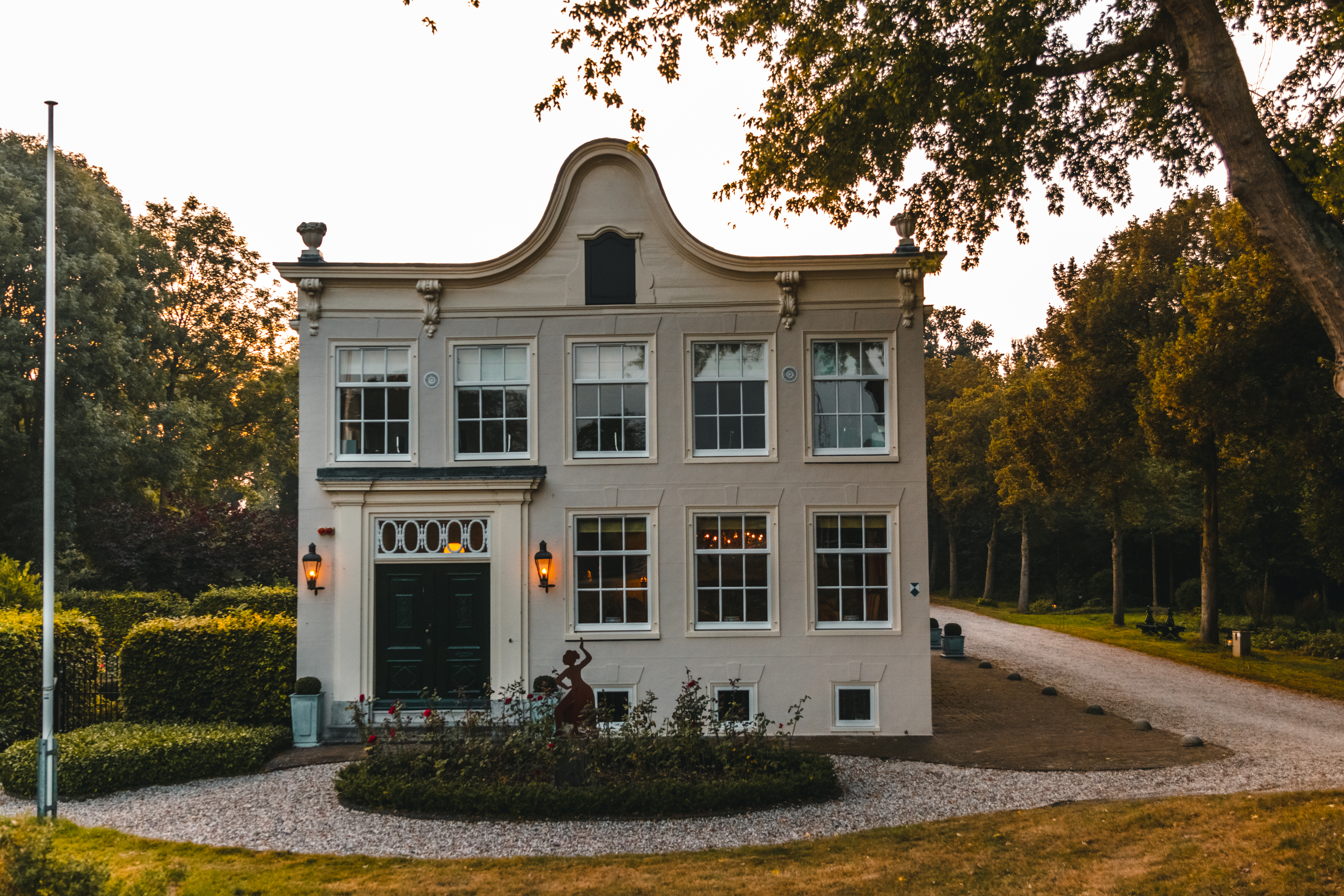
Buitenplaats Wester-Amstel

### Media
Amstelveen heeft een eigen lokale televisiezender "1amstelveen" met aandacht voor nieuws, politiek, sport, achtergronden en discussies uit of over Amstelveen. Ook is er het "Amstelveens Nieuwsblad".

### Kunst in de openbare ruimte
In de gemeente zijn enkele diverse beelden, sculpturen en objecten geplaatst in de openbare ruimte, zie:
- Lijst van beelden in Amstelveen

### Monumenten
In de gemeente zijn een aantal rijksmonumenten, gemeentelijke monumenten en oorlogsmonumenten. Tot de rijksmonumenten behoren: de buitenplaats Wester-Amstel, de molen De Dikkert en het kantoorgebouw Van Leer. Zie verder:
- Lijst van rijksmonumenten in Amstelveen (gemeente)
- Lijst van gemeentelijke monumenten in Amstelveen
- Lijst van oorlogsmonumenten in Amstelveen

## Foto's rond het oude dorp

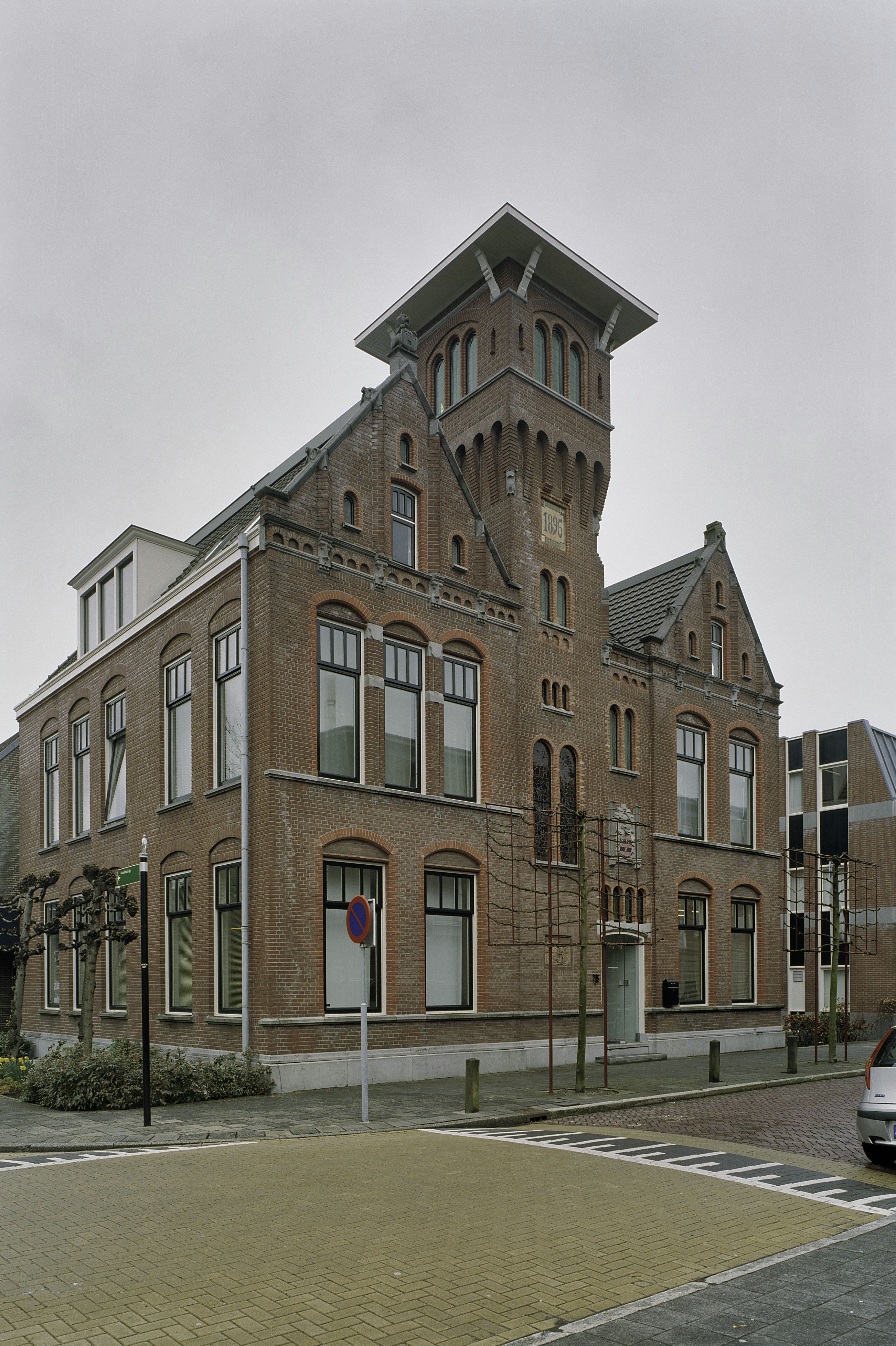
Raadhuis van Amstelveen uit 1896 aan de Dorpsstraat
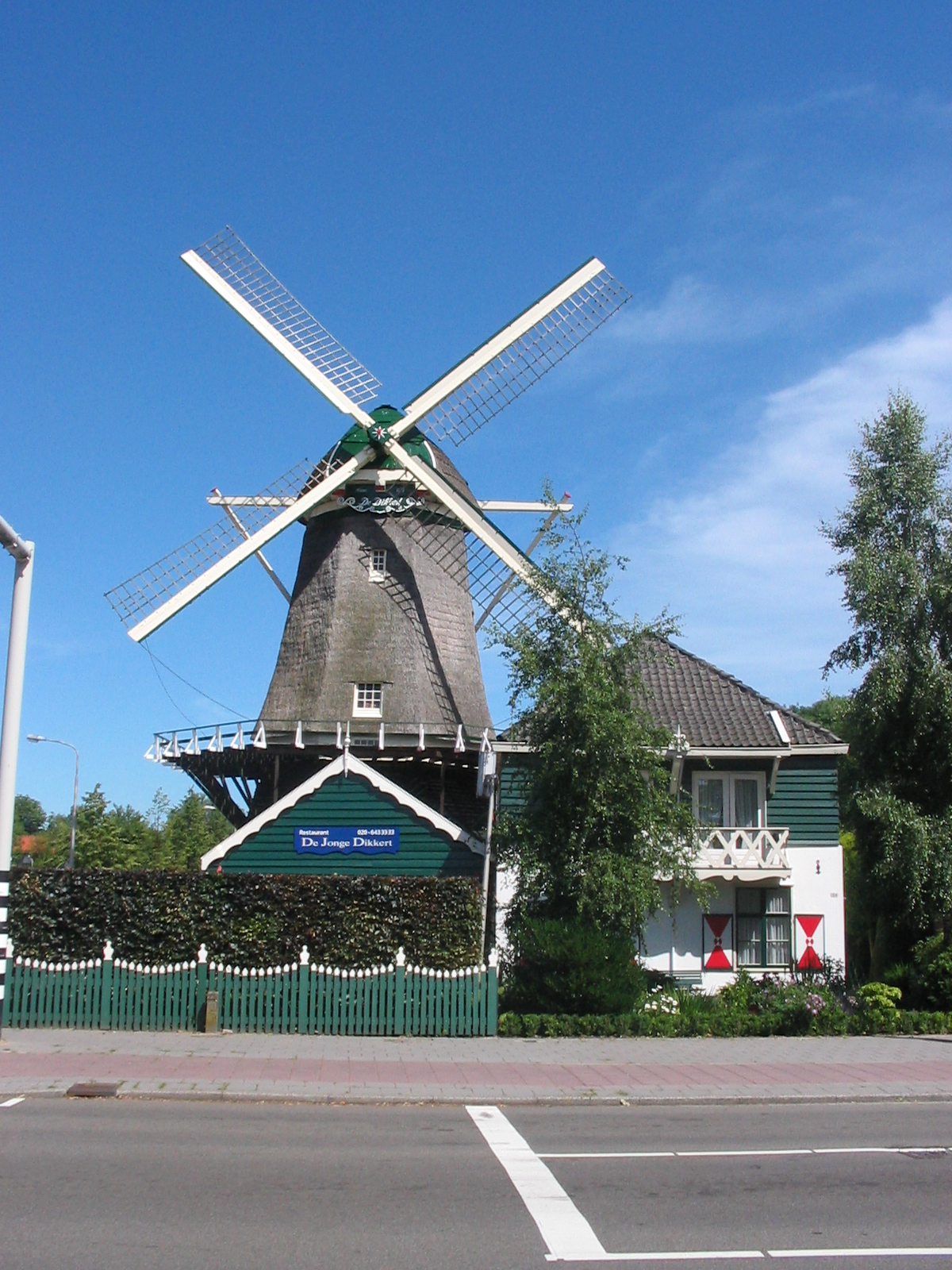
Molen de Dikkert aan de Amsterdamseweg/Molenweg
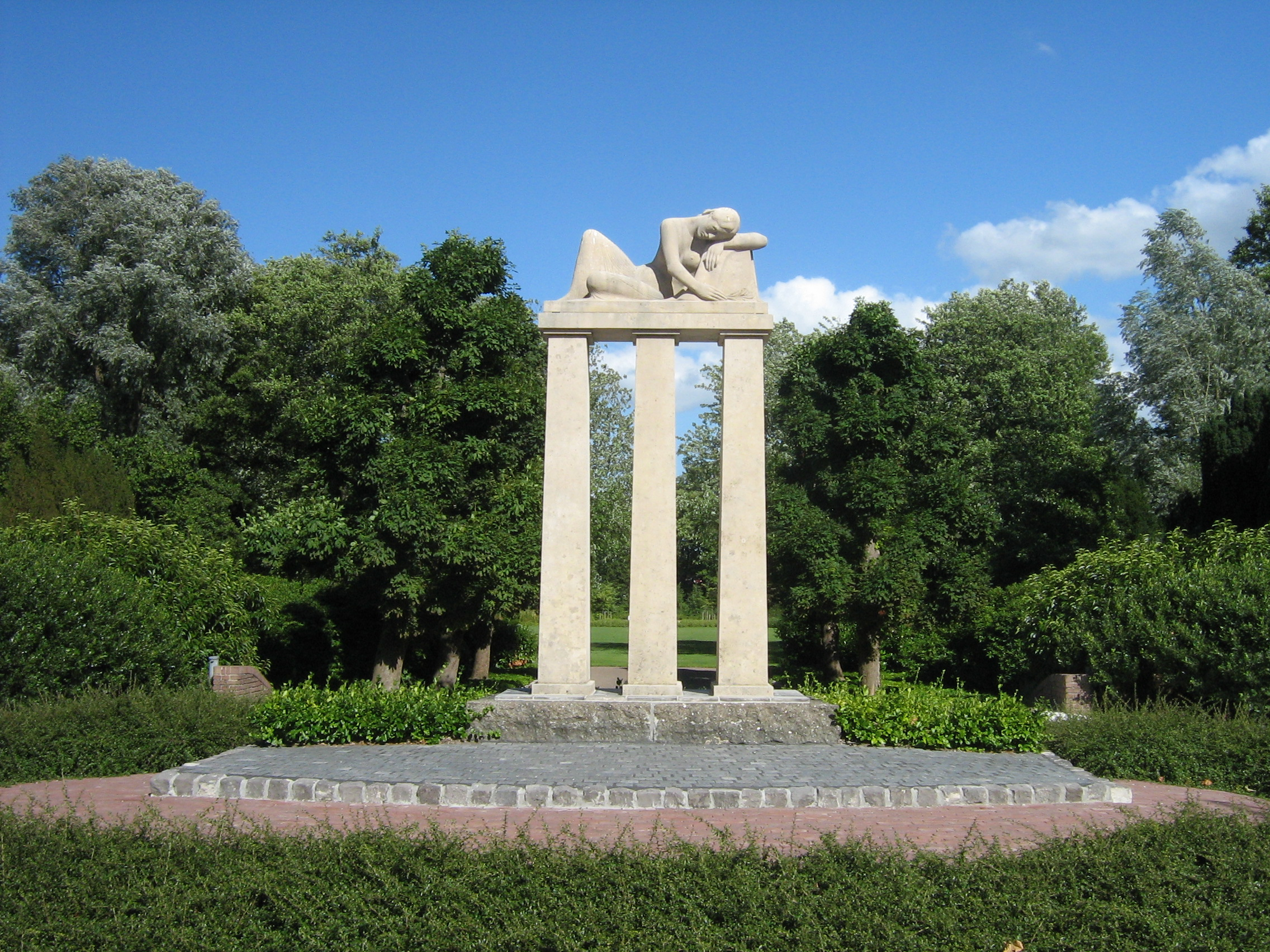
Oorlogsmonument langs de Amsterdamseweg, op de achtergrond het Broersepark

### Kerken
- De protestantse Dorpskerk uit 1867 met toren uit 1918, gesloten.
- De katholieke Sint-Annakerk uit 1924 van J.P.L. Hendriks en H.G.M. van Beers, gesloten.
- De protestantse Handwegkerk uit 1899, gesloten.
- De protestantse Kruiskerk uit 1951 van architect Marius Duintjer.
- De Johanneskapel van de Evangelisch-Lutherse Gemeente is gebouwd in 1928 voor de Gereformeerde Kerken in Hersteld Verband naar een ontwerp van architect Arnold Ingwersen. Gesloten.
- De protestantse Pauluskerk van architect A.T. Kraan uit 1937.
- De katholieke Heilige Geestkerk uit 1961 van architect J.H. de Groot, gesloten.
- De protestantse Paaskerk uit 1963, in functionalistische stijl ontworpen kerk van architect J.B. baron van Asbeck.
- De katholieke Thaborkerk, ook wel de Christus Verheerlijking genoemd, tegenwoordig Titus Brandsma, dateert uit 1969 en is ontworpen door architect A. van Kranendonk.
- Het Apostolisch Genootschap kerkgebouw uit 1940, aan de Graaf Aelbrechtlaan 138-140.

in Bovenkerk:
- De katholieke Sint-Urbanuskerk uit 1875 van bouwmeester Pierre Cuypers.

in Nes aan de Amstel:
- De katholieke Sint-Urbanuskerk uit 1889-1891 van Joseph Cuypers.

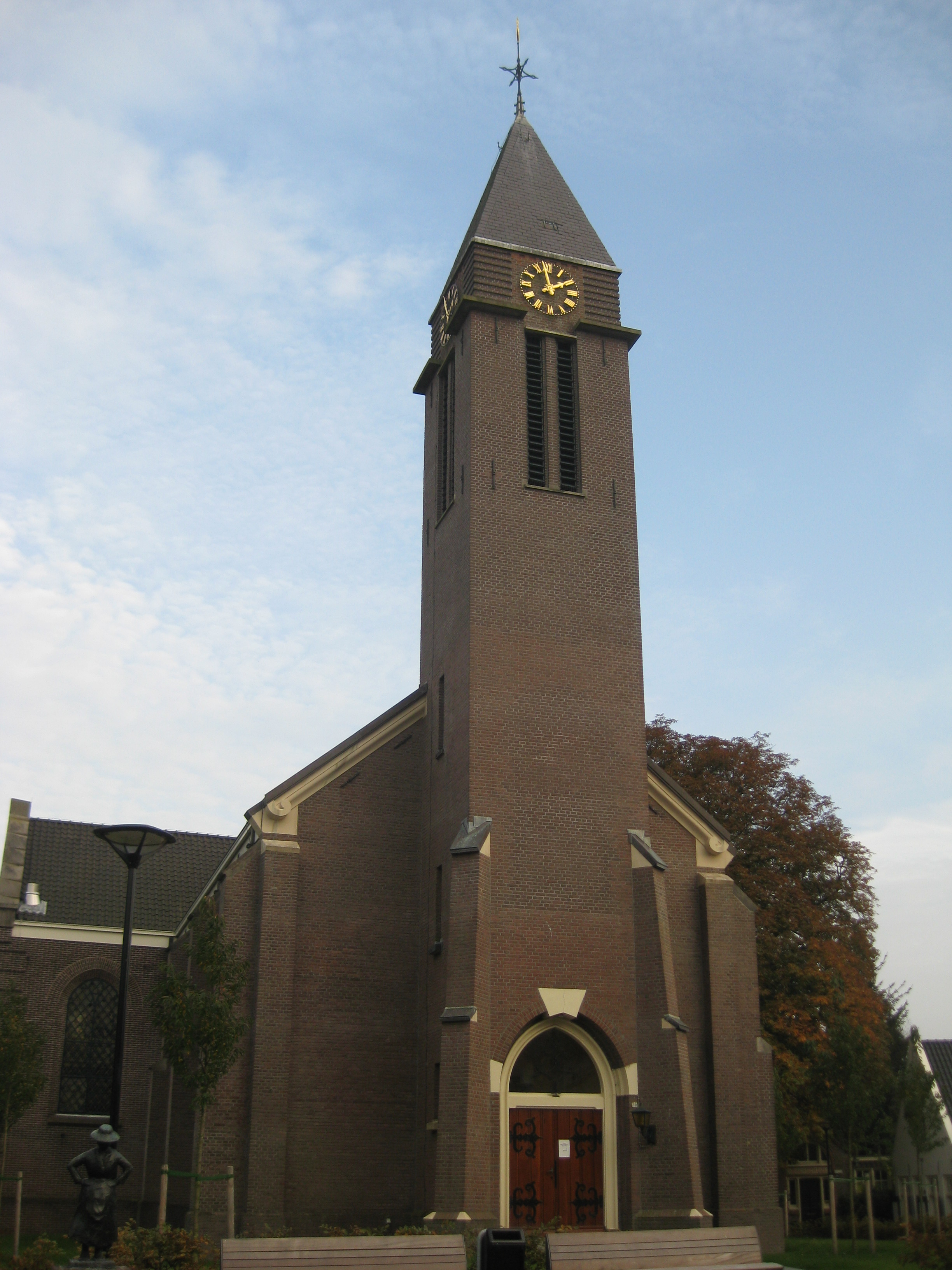
De protestantse Dorpskerk uit 1867
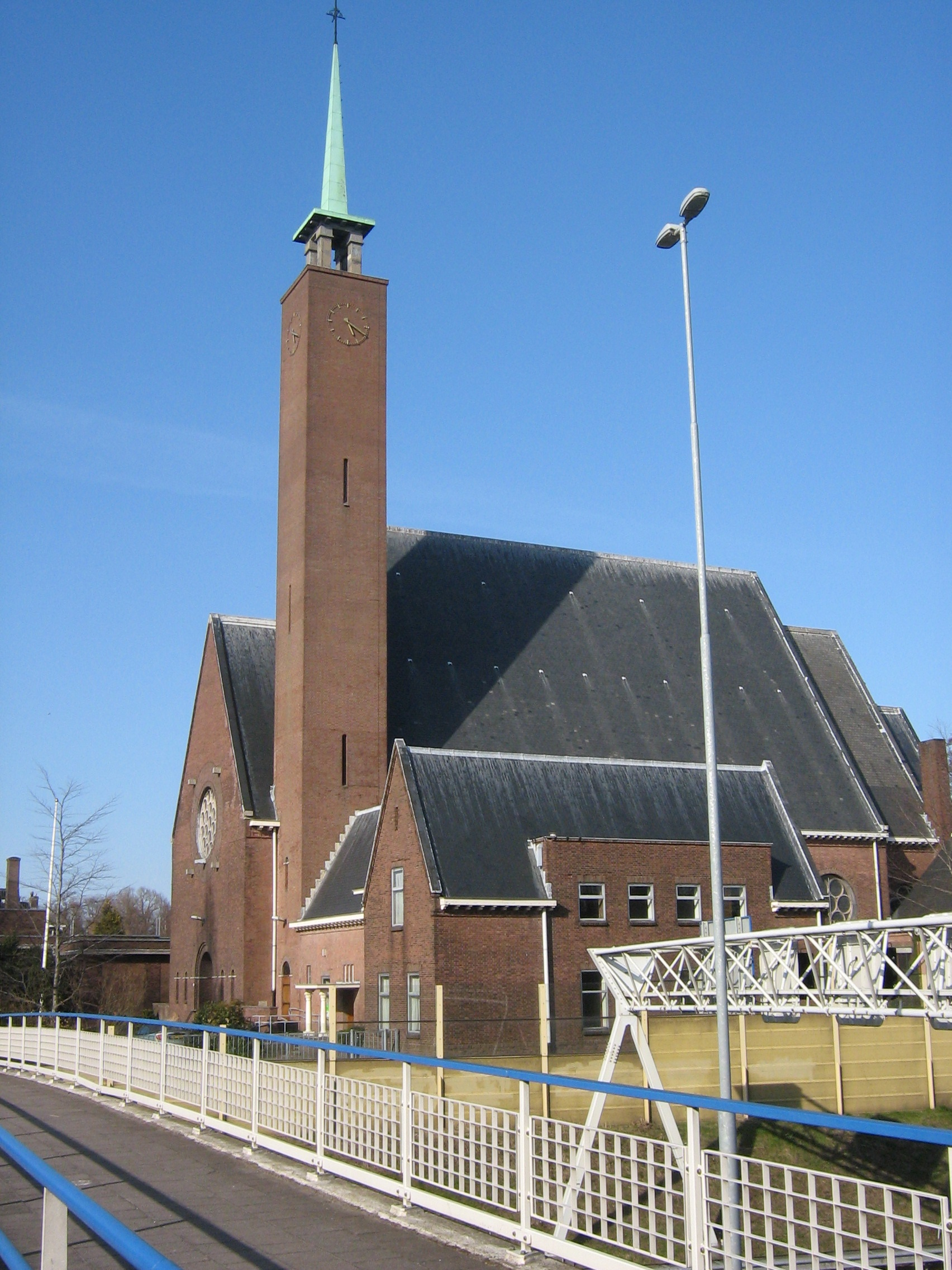
De katholieke Sint-Annakerk aan de Amsterdamseweg

## Onderwijs
Anno 2025 heeft Amstelveen 25 basisscholen met 7300 leerlingen. Verder vier middelbare scholen en studentencampus Uilenstede. Ook kan men in Amstelveen terecht voor internationaal onderwijs, volwassenen- en beroepsonderwijs en kinderopvang.

### Basisonderwijs

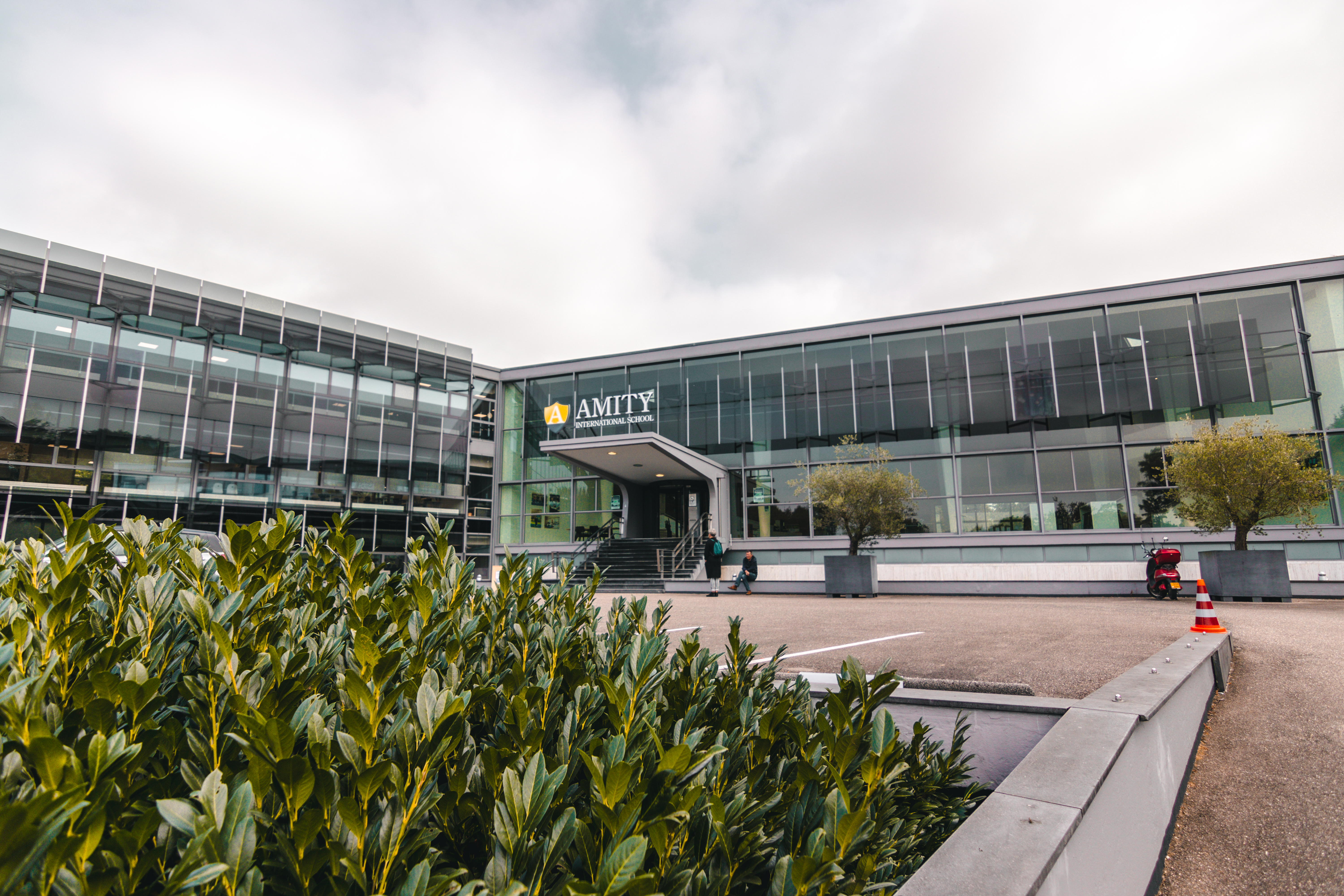
Amity International School in Amstelveen

Amstelveen heeft verschillende basisscholen. In iedere wijk is zowel een openbare als bijzondere school aanwezig.

#### Openbaar basisonderwijs
- MKC Mio Mondo
- Montessorischool de Linde
- De Pionier
- De Westwijzer
- De Zwaluw
- Kindercampus King
- Michiel de Ruyter
- Piet Hein
- De Bloeiwijzer (speciaal basisonderwijs)

#### Bijzonder basisonderwijs
Protestants-christelijk = PC 

Rooms-katholiek = RK
- Brede School Rembrandt (PC)
- Het Palet Zuid (PC)
- Karel Eykmanschool (PC)
- Willem-Alexander (PC)
- Roelof Venema (PC)
- De Cirkel (RK)
- De Horizon (RK)
- De Triangel (RK)
- Reformatorische basisschool de Akker (PC)

#### Algemeen bijzonder
- School of Understanding
- Vrije school de Parcival

#### Particulier
- Florencius

#### Taalscholen
Amstelveen heeft ook twee taalscholen. Dit zijn speciale scholen waar niet-Nederlandstalige kinderen Nederlands leren. De kinderen zitten maximaal 1 jaar op de taalschool. Daarna stromen ze uit naar een passende groep op een reguliere school.
- Amsteltaal
- Taalschool Amstelland

### Voortgezet onderwijs
Amstelveen heeft vier scholen voor voortgezet onderwijs:
- Amstelveen College (vmbo-t/havo/vwo)
- Hermann Wesselink College (vmbo-t/havo/vwo/TTO-vwo)
- Keizer Karel College (havo/vwo, gymnasium/technasium)
- Panta Rhei (vmbo/mavo/lwoo)

### Overig
- Uilenstede, studentenwijk

### Volwassenen- en beroepsonderwijs
- MBO College Amstelland
- Nova college

### Internationaal
- Amstelland International School (internationaal basisonderwijs)
- Amity International School
- Internationale School van Amsterdam
- Tulip Gakuen School (Japanse school)

## Sport
In Amstelveen zijn meer dan 80 sportverenigingen te vinden. Amstelveen staat in de top tien van de vijftig grootste gemeente wat betreft sportdeelname. Van de Amstelveense jongeren in de leeftijd 10 tot 25 jaar is bijna 50 procent lid van een club. Gemiddeld is dit 38 procent. Ten slotte scoort Amstelveen het hoogst van alle 50 grootste gemeenten wat betreft de omvang van sportaccommodaties. De bekendste sportverenigingen in Amstelveen zijn:
- BV Van Zijderveld, meervoudig landskampioen badminton
- Verschillende hockeyclubs waaronder: Pinoké, THC Hurley, Hockeyclub AMVJ, Hockeyclub VVV, Mixed Hockey Club Amstelveen, HIC en HV MYRA
- AV Startbaan (atletiek)
- Martinus, meervoudig landskampioen volleybal
- A.Z. & P.C. De Futen (zwem- en waterpolovereniging)
- R.S.V.U. Okeanos (roeien), een van de (studenten)roeiverenigingen

## Stedenbanden
Amstelveen heeft anno 2025 stedenbanden met:
- Berlin-Tempelhof (Huidige Tempelhof-Schöneberg, Duitsland), sinds 1957

Voormalige stedenbanden:
- Woking (Verenigd Koninkrijk), van 1983 tot 2019
- Óbuda-Békásmegyer (Boedapest, Hongarije), van 1991 tot 2019
- Villa El Salvador (Lima, Peru), van 1997 tot 2023[15]

## Aangrenzende gemeenten
De gemeente Amstelveen maakte deel uit van de Stadsregio Amsterdam totdat diens taken vanaf 1 januari 2017 werden overgenomen door de Vervoerregio Amsterdam en de Metropoolregio Amsterdam.
| Aangrenzende gemeenten | Aangrenzende gemeenten | Aangrenzende gemeenten | Aangrenzende gemeenten | Aangrenzende gemeenten |
| ---------------------- | ---------------------- | ---------------------- | ---------------------- | ---------------------- |
|                        |                        | Amsterdam              |                        |                        |
|                        |                        |                        |                        |                        |
| Haarlemmermeer         | Ouder-Amstel           |                        |                        |                        |
|                        |                        |                        |                        |                        |
| Aalsmeer               |                        | Uithoorn               |                        | De Ronde Venen (U)     |